# Fanny Churberg
Fanny Maria Churberg (Vaasa, 12 december 1845 - Helsinki, 10 mei 1892) was een Fins landschapsschilderes.

## Leven en werk
Churberg was de oudste dochter van een arts uit Vaasa. Ze kreeg schilderles bij diverse privéleraren in Helsinki, München en Düsseldorf. Van 1876 tot 1878 studeerde ze in Parijs om vervolgens definitief naar Finland terug te keren.
Churberg stond bekend als een sterke, gepassioneerde vrouw, die haar eigen weg koos in een tijd waarin dat voor vrouwen geen vanzelfsprekendheid was. Behalve door haar schilderwerk liet ze zich ook vaak in beslag nemen door sociale activiteiten. Zo was ze voorzitster van de "Vrienden van de Kunstnijverheid", een organisatie die sociaal minder bevoorrechte vrouwen steunde. Ook was ze lid van "Fennomanien", een groep die zich inzette voor het behoud van de Finse taal en cultuur.
Churbergs werk laat een duidelijke invloed zien vanuit de romantiek, zonder ooit sentimenteel te worden. Ze had een voorliefde voor het Finse landschap, vooral in de herfst en de winter, met ruige bossen en woeste rotspartijen. Daarnaast schilderde ze stillevens, die blijk geven van haar bijzondere technische vaardigheid. Haar stijl kenmerkt zich door een gewaagde, energieke penseelvoering, onder invloed van Gustave Courbet, die ze in Parijs had leren kennen. Haar latere werken lijken soms vooruit te lopen op het expressionisme.
In 1880 stopte Churberg plotseling met schilderen en legde ze zich vooral toe op de kunstkritiek. In 1892 overleed ze aan tuberculose, 46 jaar oud. Ze liet ongeveer 300 werken na.

## Galerij

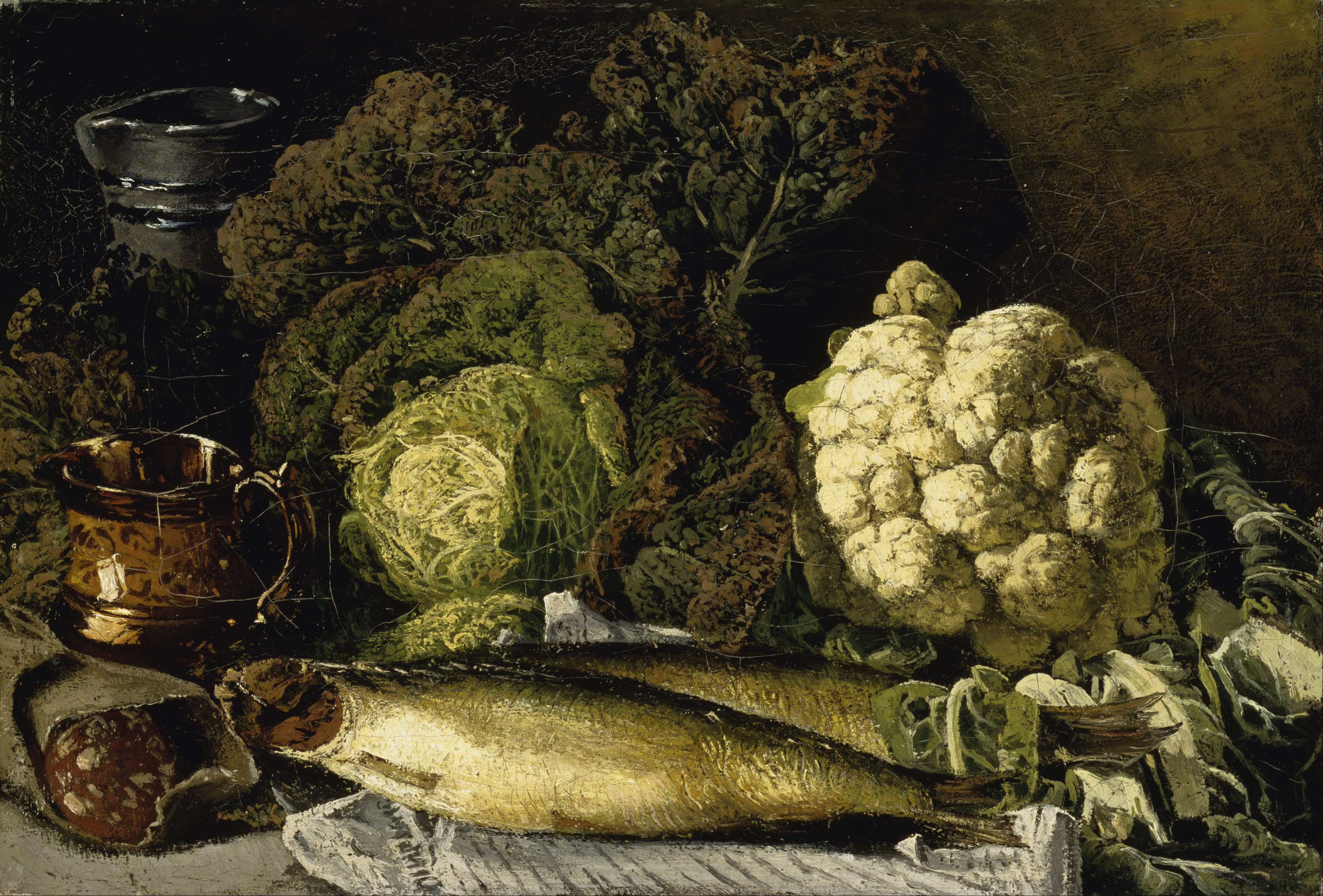
Stilleven met groente en vis, 1876, Ateneum, Helsinki
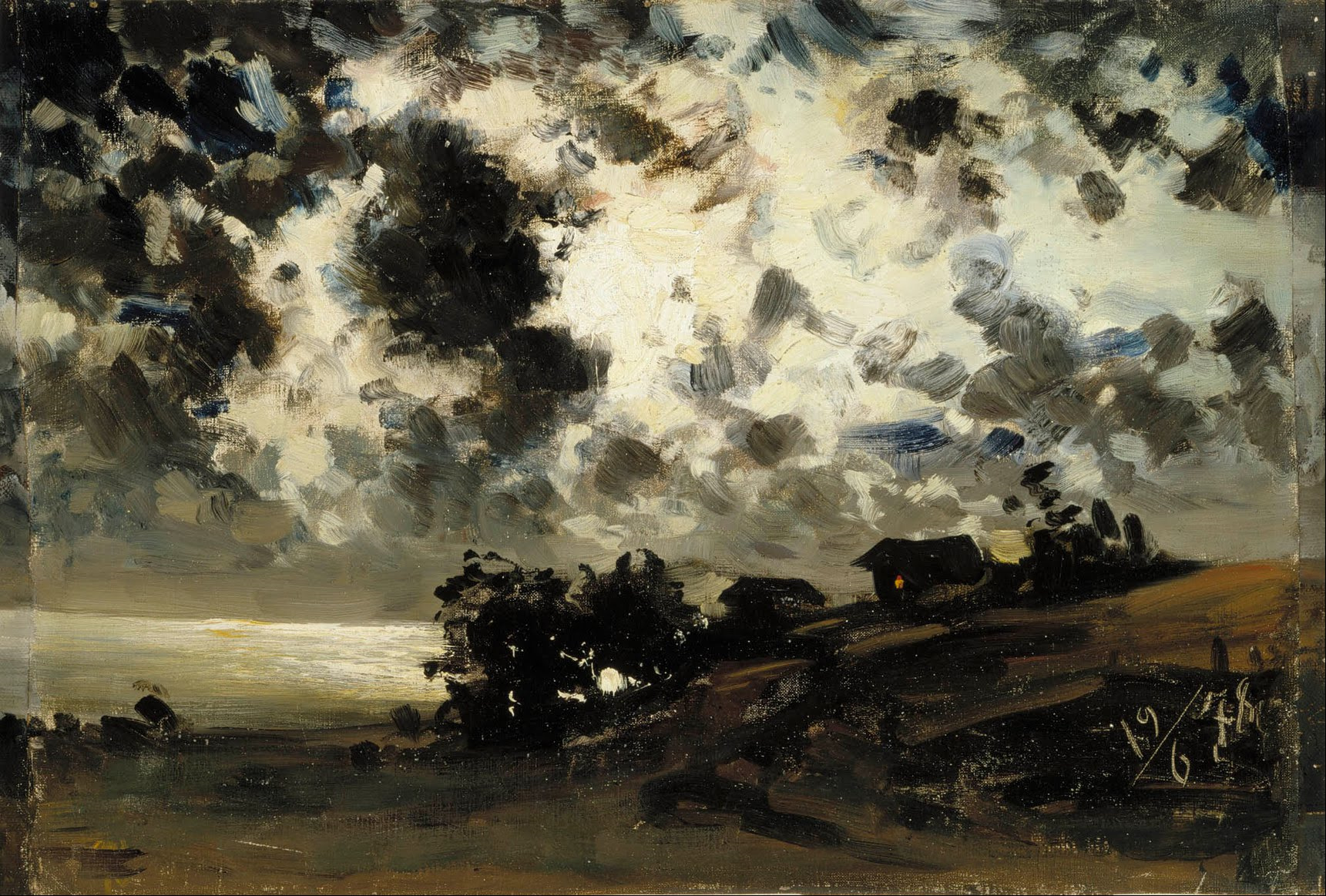
Maanlicht studie, 1878, Ateneum, Helsinki
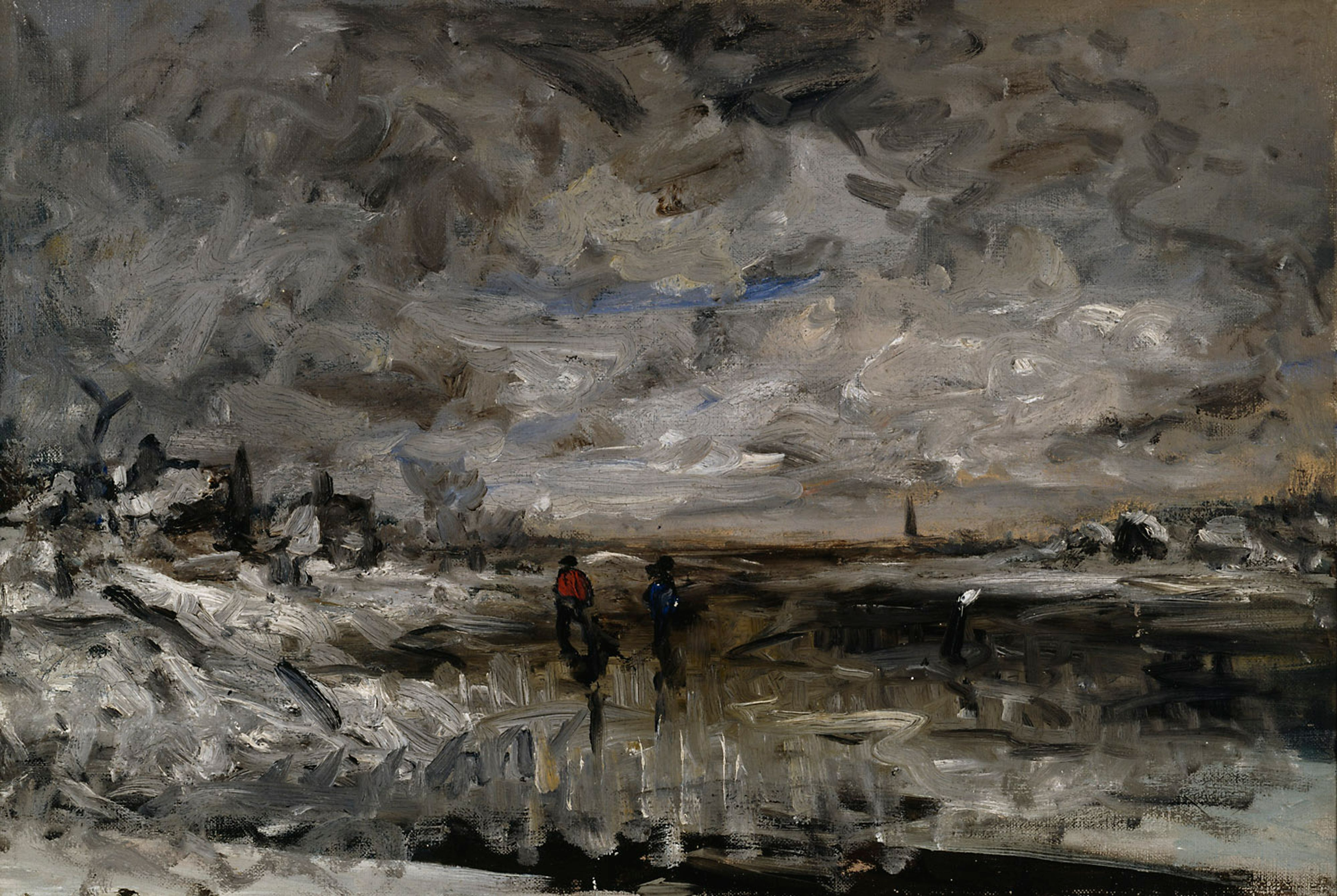
Winterlandschap, ca. 1880, Ateneum, Helsinki
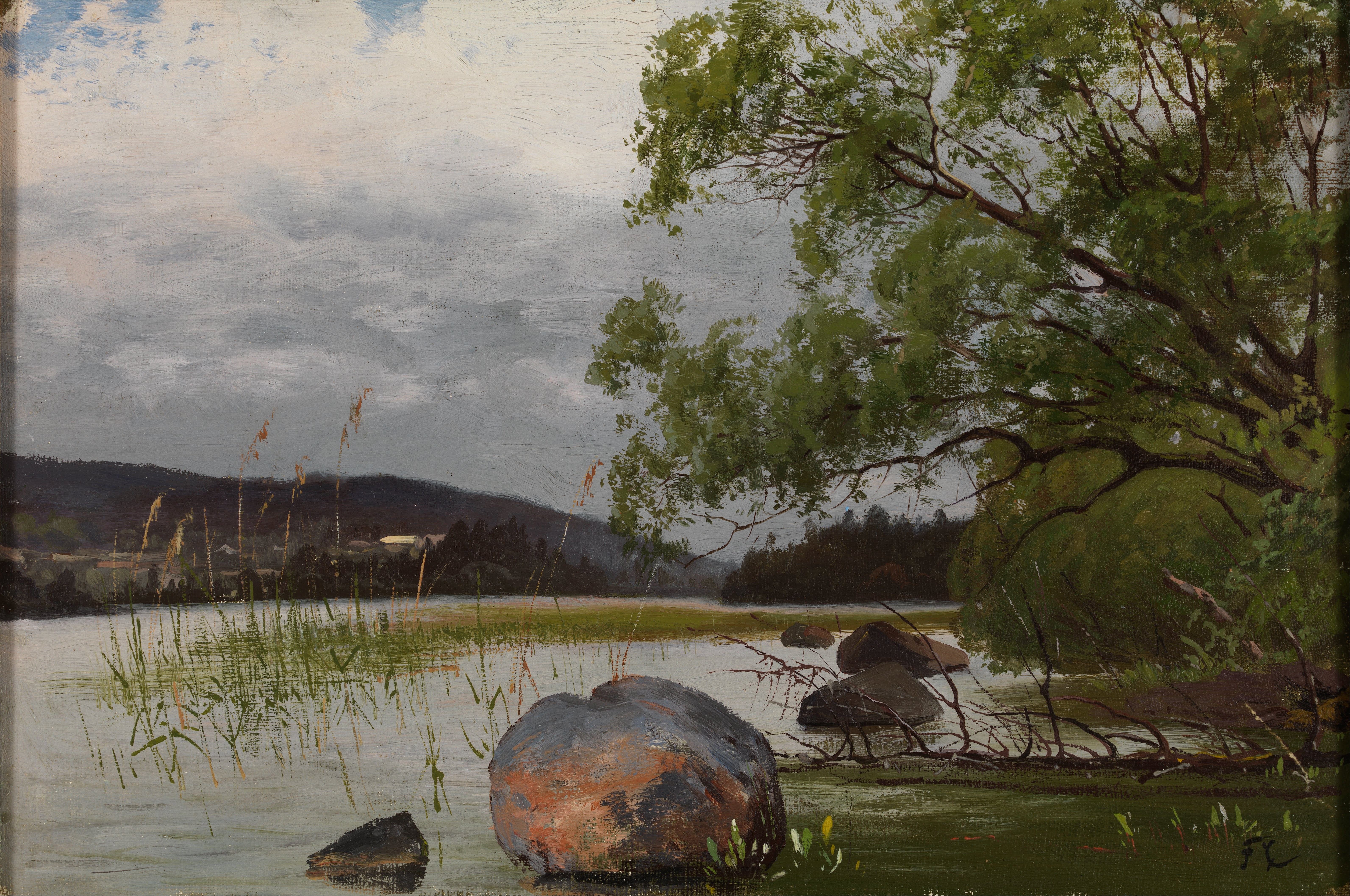
Kustlandschap, EMMA Espoo Museum of Modern Art